# Cueva Anou Ifflis
Cueva Anou Ifflis es una cueva situada en Tizi Ouzou en las montañas de Cabilia, parte de Annu n Yiffis (La cueva del leopardo) en las coordenadas geográficas 36°27′20″N 04°08′39″E / 36.45556, 4.14417. Es una de las cuevas más profundas en África, con 1170 metros (3840 pies), forma parte del país norteafricano de Argelia.